# 呂育誠
呂育誠（1966年4月22日—），臺灣行政學學者，臺中市豐原區人，畢業於臺中二中、中興法商公行系、政大公行系碩、博士，現任台酒董事、臺北市政府顧問、郭錫瑠教育中心教師、《亭仔腳ㄟ地方治理》專欄作家、國立臺北大學亞太中心副主任、國立臺北大學USR室副主任，曾任國立臺北大學圖書館長、國立臺北大學主秘、TASPAA臺灣公行系所聯合會長、國立臺北大學公共事務學院院長候選人、國立東華大學公行系兼任教授、國立東華大學公行系籌委、國立臺北大學公行系主任、國立空中大學公行系科委、國立政治大學公行系《公共行政學報》編委、國民黨智庫國政基金會專欄作家、民進黨新北市黨部研習講師、淡江大學公行系副教授。

## 學歷
- 臺灣省立臺中第二高級中學（1984年）
- 國立中興大學法商學院公共行政系學士（1987年）
- 國立政治大學公共行政系碩士（1989年）
  - 碩士論文：《行政機關效能評量之理論建構》。
- 國立政治大學公共行政系博士（1995年）
  - 博士論文：《市政業務主管人員工作態度與角色行為之研究：以臺北市政府為例》。

## 現職
- 國立臺北大學公共行政暨政策系教授
  - 開授課程：地方政府、市政學、跨域管理、公共管理專題、公共行政研究、社區發展與參與、考銓理論與實務、地方自治與公共政策。
- 國立臺北大學亞洲暨泛太平洋地區研究中心副主任
- 國立臺北大學大學社會責任辦公室副主任
- 臺北市政府市政顧問
- 臺灣菸酒股份有限公司董事
- 《亭仔腳ㄟ地方治理》專欄作家
- 郭錫瑠農田水利教育中心教師